# کاراپت گریگوریان
کاراپت شامیری گریگوریان (ارمنی: Կարապետ Շամիրի Գրիգորյան؛ زادهٔ ۱۸۹۹ - درگذشته ۱۹۳۸) سیاستمدار اهل ارمنستان بود که از تاریخ سپتامبر ۱۹۳۷ تا نوامبر ۱۹۳۷ تاریخ سمت وزارت کشاورزی ارمنستان را برعهده داشت.

## زندگی‌نامه
در ۱۸۹۹ در زاقاتالا به دنیا آمد وی در ۱۹۳۸ در سن ۳۹ سالگی درگذشت.